# سنغ أباد (ألقورات)
سنغ أباد (بالفارسية: سنگ‌آباد) هي مستوطنة تقع في إيران في قسم ألقورات الريفي. يقدر عدد سكانها بـ 87 نسمة .